# Banca Agricola Mantovana
La Banca Agricola Mantovana (in breve: BAM) era un istituto di credito con sede a Mantova, nato nel 1871 come società cooperativa. Dal 1999, in seguito a Offerta Pubblica d'Acquisto, trasformatasi in società per azioni, entrò a far parte del gruppo bancario Banca Monte dei Paschi di Siena. La banca era presente con proprie filiali in 19 provincie di 4 regioni italiane (Lombardia, Emilia-Romagna, Veneto e Piemonte).
Il 22 settembre 2008 è stata incorporata nella Banca Monte dei Paschi di Siena.

## Storia
L'8 gennaio 1871 presso il notaio Achille Duranti fu costituita la Banca Agricola Provinciale Mantovana. I soci promotori della società anonima per azioni erano cittadini illustri con un passato patriottico e garibaldino. I primi sottoscrittori erano 177 che sottoscrissero le 800 azioni per un valore complessivo di lire 8.000. Tra questi molto rappresentate la borghesia rurale e la nobiltà fondiaria guidate dalla forte figura del senatore del Regno Giovanni Arrivabene, ritornato a Mantova dopo decenni d'esilio, già attivo con altri 16 azionisti nella fondazione della Banca Mutua Popolare il 10 ottobre 1867.
Il 30 agosto 1883 l'assemblea dei soci deliberò l'abolizione del "provinciale" così che l'istituto di credito si chiamerà da quel giorno Banca Agricola Mantovana. Dopo diverse sedi in affitto, la banca edificò sull'area del ‘Palazzo del Diavolo’, in corso Vittorio Emanuele 13, la propria sede centrale, continuando nell'apertura di filiali nei principali centri abitati della provincia mantovana.

La grande crisi del 1929 ebbe conseguenze anche sul sistema bancario mantovano. L'assemblea straordinaria del 4 dicembre 1932 deliberò la fusione per incorporazione della Banca mutua popolare, fondata a Mantova nel 1866, nella Banca Agricola Mantovana, con trasferimento della sede dall'altro lato del Corso Vittorio Emanuele, in Palazzo Strozzi, sede storica della Mutua Popolare.

Il processo di aggregazione del sistema bancario italiano della fine degli anni ottanta interessò anche la Banca Agricola Mantovana. Nel 1989 fu incorporata la Banca Operaia di Bologna e nel 1995 la Banca di Credito di Suzzara (storico istituto nato nel 1880). Nel frattempo furono aggregate al gruppo bancario la Cooperbanca di Reggio Emilia nel 1993, la Banca C. Steinhauslin & C. di Firenze, la Banca Popolare della Marsica di Avezzano e la Banca Popolare di Abbiategrasso negli anni tra 1995 e il 1996.
Il gruppo bancario fu sciolto quando la Banca Monte dei Paschi di Siena lanciò in data 10 dicembre 1998 un'OPA sul 70% del capitale della B.a.m. Scrl. Conclusasi l'Offerta, fu convocata l'assemblea straordinaria che con 5746 voti favorevoli, oltre il 58% dei votanti, ha approvato la trasformazione in S.p.A. dell'istituto cooperativo e dato il via libera definitivo all'acquisizione da parte del Monte dei Paschi di Siena. La banca cesserà l'attività in data 22 settembre 2008 essendo incorporata nella Banca Monte dei Paschi di Siena.

## Fondazione Banca Agricola Mantovana
Nel 2000, dalla Banca Agricola Mantovana e dalla Banca Monte dei Paschi di Siena fu costituita con un patrimonio iniziale di 5 miliardi di lire, la Fondazione Banca Agricola Mantovana, che, da statuto, si pose lo scopo di contribuire al progresso sociale, economico, culturale e artistico della comunità mantovana. Nelle sale e negli ambienti della propria sede, il "Palazzo del diavolo", la Fondazione ospita, con apertura al pubblico, una Galleria d'Arte con opere di artisti mantovani o che hanno operato a Mantova e un Museo numismatico, che raccoglie la più importante collezione di monete mantovane e gonzaghesche dal XII al XVIII secolo.

### Galleria d'arte
Nella galleria sono esposti una settantina dei quadri di proprietà della Fondazione BAM, i cui autori sono pittori mantovani o artisti legati alla città di Mantova.
- Giuseppe Bazzani (1690–1769)
  - San Longino, Sant'Andrea, Sant'Elena con la reliquia del Preziosissimo Sangue
  - S. Margherita da Cortona
  - Gesù ritrovato nel tempio
  - Giuditta e Oloferne
- Giuseppe Bottani (1717–1784)
  - Madonna in cielo venerata da San Giovanni Battista
  - Cristo fra i dottori
  - Allegoria delle Arti e dei Commerci risollevati da Maria Teresa
- Luigi Somensari
  - Nel Porto Anconetta (1918)
- Mario Lomini
  - Il mendicante (1920)
  - Mattino di marzo (veduta di Redondesco) (1940)
- Ugo Celada
  - Ritratto della moglie che allatta la figlia (1929)
- Carlo Zanfrognini
  - Scalo merci (nevicata) (1930)
- Arturo Cavicchini
  - Ritratto di mia sorella (1934)
- Vindizio Nodari Pesenti
  - Donna che legge (1933)

- Alfonso Monfardini
  - Sul lago di Garda (1934)
  - Natura morta (1953)
- Angelo Del Bon
  - Nevicata (1937)
- Archimede Bresciani
  - La merenda ai contadini (1939)
- Giuseppe Guindani
  - Il Rio di Mantova (1945)
- Umberto Mario Baldassarri "BUM"
  - Il minatore (1948)
  - Ritratto del pittore Resmi (1952)
- Albano Seguri
  - Paesaggio con figura (1950)
- Alessandro Dal Prato
  - Ragazze alla fontana (1954)
- Carlo Bodini
  - Casa rossa a Lerici (1956)
- Lanfranco
  - Il vecchio distributore di benzina (1950)
  - Senza fine (1958)
  - L'anno del sole scomparso (1975)